# Ґільєрмо дель Торо
Ґільєрмо дель Торо Ґомес (ісп. Guillermo del Toro Gomez; *9 жовтня 1964, Гвадалахара, Халіско, Мексика) — мексиканський кінорежисер, сценарист, продюсер, письменник.
Найбільш відомий за фільмами «Хребет диявола» (2001), «Блейд II» (2002), «Хеллбой» (2004), «Лабіринт Фавна» (2006) та «Форма води» (2017). Також автор ідеї та творець телесеріалу «Штам» (2014-2017).

## Біографія
Вихованням Ґільєрма з дитинства займалася бабуся, дуже консервативна католичка, через що він вчився не у звичайній школі, а в католицькій для хлопчиків. Попри таке виховання, Ґільєрмо завжди був прихильником фантастики та фільмів жахів.
Подорослішавши, молодий дель Торо переїхав до США, щоб вчитися мистецтва гриму і створення спецефектів у майстра Діка Сміта, відомого своїми спецефектами для фільмів «Екзорсист», «Голод» і ін..
У 1986 Ґільєрмо повернувся до Мексики і створив власну студію зі створення спецефектів під назвою «Некропія». Протягом декількох років він займався створенням спецефектів для фільмів і серіалів, а також журналістикою і літературою.
Світову популярність Ґільєрмо дель Торо отримав у 1993 році після виходу на екрани його фільму «Хронос» — сучасної саги про вампірів. Стиль Гільєрмо був схвалений кінокритиками, а сам фільм отримав безліч нагород. Через деякий час початківця-режисера запросили до Голлівуду для роботи над картиною «Мутанти» (1997) компанії Мірамакс. Однак співпраця з голлівудською студією виявилась невдалою і дель Торо повернувся на батьківщину, щоб створити власну кіностудію «Текіла-Ганг».
Наступною відомою роботою режисера став фільм жахів «Хребет диявола» (2001), знятий в Іспанії. Фільм теж приніс Ґільєрмо численні кінонагороди та прихильне ставлення критиків. Після цього кар'єра дель Торо стрімко пішла вгору, і режисер прийняв запрошення зняти продовження знаменитого голлівудського «Блейда» — сиквел «Блейд II» (2002). Фільм вийшов надзвичайно успішним і мав величезні касові збори.
Надалі у Ґільєрмо дель Торо не було проблем із замовленнями. Він став режисером таких фільмів, як: «Хеллбой: Герой з пекла» (2004), «Лабіринт Фавна» (2006), «Хеллбой II: Золота армія» (2008).
За «Лабіринт Фавна» Дель Торо був номінований на «Оскар» за найкращий сценарій.
У 2018 році Гільєрмо дель Торо очолив журі міжнародного конкурсу 75-го Венеційського міжнародного кінофестивалю.

## Фільмографія

### Короткометражні фільми
| Рік  | Назва             | Режисер | Сценарист | Продюсер   |
| ---- | ----------------- | ------- | --------- | ---------- |
| 1985 | Doña Lupe         | Так     | Так       | Виконавчий |
| 1987 | Geometría         | Так     | Так       | Так        |
| 2012 | The Captured Bird | Ні      | Ні        | Виконавчий |

### Повнометражні фільми
| Рік  | Назва                                   | Режисер | Сценарист | Продюсер   |
| ---- | --------------------------------------- | ------- | --------- | ---------- |
| 1992 | Хронос                                  | Так     | Так       | Ні         |
| 1997 | Мутанти                                 | Так     | Так       | Ні         |
| 2001 | Хребет диявола                          | Так     | Так       | Виконавчий |
| 2002 | Блейд II                                | Так     | Ні        | Ні         |
| 2004 | Хеллбой: Герой з пекла                  | Так     | Так       | Ні         |
| 2006 | Лабіринт Фавна                          | Так     | Так       | Так        |
| 2008 | Хеллбой II: Золота армія                | Так     | Так       | Ні         |
| 2010 | Не бійся темряви                        | Ні      | Так       | Так        |
| 2012 | Хоббіт: Несподівана подорож             | Ні      | Так       | Ні         |
| 2013 | Тихоокеанський рубіж                    | Так     | Так       | Так        |
| 2013 | Хоббіт: Пустка Смога                    | Ні      | Так       | Ні         |
| 2014 | Хоббіт: Битва п'яти воїнств             | Ні      | Так       | Ні         |
| 2015 | Багряний пік                            | Так     | Так       | Так        |
| 2017 | Форма води                              | Так     | Так       | Так        |
| 2019 | Страшні історії для розповіді у темряві | Ні      | Історія   | Так        |
| 2020 | Відьми                                  | Ні      | Так       | Так        |
| 2021 | Мисливці на тролів: Повстання титанів   | Ні      | Так       | Так        |
| 2021 | Алея жаху                               | Так     | Так       | Так        |
| 2022 | Піноккіо Ґільєрмо дель Торо             | Так     | Так       | Так        |
| 2025 | Франкенштейн                            | Так     | Так       | Так        |

| Рік  | Назва          | Режисер           |
| ---- | -------------- | ----------------- |
| 1994 | Un embrujo     | Карлос Каррера    |
| 2004 | Crónicas       | Себастьян Кордеро |
| 2008 | Неважливі речі | Андреа Мартінес   |
| 2008 | Рудо і Курсі   | Карлос Куарон     |
| 2010 | Прозріння      | Гіллем Моралес    |
| 2014 | Книга життя    | Хорхе Гутьєррес   |
| 2018 | Pacific Rim 2  | Стівен С. ДеНайт  |
| 2021 | Ненаситний     | Скотт Купер       |

| Рік  | Назва                  | Режисер                  |
| ---- | ---------------------- | ------------------------ |
| 1985 | Дона Ерлінда та її син | Хайме Умберто Ермосільйо |
| 2007 | Притулок               | Хуан Антоніо Байона      |
| 2008 | Поки її не було        | Сьюзен Монтфорд          |
| 2009 | Химера                 | Вінченцо Наталі          |
| 2011 | Кіт у чоботях          | Кріс Міллер              |
| 2012 | Вартові легенд         | Пітер Ремсі              |
| 2013 | Мама                   | Андрес Мускетті          |
| 2016 | Панда Кунг-Фу 3        | Дженніфер Ю              |

### Телебачення
| Рік       | Назва                               | Режисер | Сценарист | Виконавчий Продюсер | Автор ідеї | Додатково |
| --------- | ----------------------------------- | ------- | --------- | ------------------- | ---------- | --- |
| 1986–1989 | La hora marcada                     | Так     | Так       | Ні                  | Ні         | 5 епізодів Режисер і сценарист: «Hamburguesas», «Caminos de ayer», «Con todo para llevar» та «Invasión» Режисер: «Les gourmets» |
| 2013      | Сімпсони                            | Так     | Ні        | Ні                  | Ні         | Вступ «Treehouse of Horror XXIV»                                                                                                |
| 2014–2017 | Штам                                | Так     | Так       | Так                 | Так        | 3 епізоди Режисер і сценарист: «Night Zero» Режисер прологу: «BK, NY» Режисер: фільм про лучадора в «The Silver Angel»          |
| 2016–2018 | Мисливці на тролів                  | Так     | Так       | Так                 | Так        | 4 епізоди Режисер і сценарист: «Becoming: Part 1 & 2» Режисер: «The Eternal Knight: Part 1 & 2»                                 |
| 2018–2019 | Троє з небес                        | Так     | Так       | Так                 | Так        | 2 епізоди Режисер і сценарист: «Terra Incognita: Part 1 & 2»                                                                    |
| 2019      | Карнівал Роу                        | Ні      | Історія   | Ні                  | Ні         | [ 3 ] |
| 2020      | Чарівники                           | Ні      | Так       | Так                 | Так        | 2 епізоди Сценарист: «Spellbound» та «History in the Making»                                                                    |
| 2022      | Кабінет курйозів Ґільєрмо дель Торо | Ні      | Так       | Так                 | Так        | 2 епізоди Сценарист: «Lot 36» та «The Murmuring»                                                                                |

## Нагороди та номінації
| Нагорода       | Рік  | Категорія                            | Робота                      | Результат |
| -------------- | ---- | ------------------------------------ | --------------------------- | --------- |
| Оскар          | 2007 | Найкращий оригінальний сценарій      | Лабіринт Фавна              | Номінація |
| Оскар          | 2007 | Найкращий міжнародний художній фільм | Лабіринт Фавна              | Номінація |
| Оскар          | 2018 | Найкращий фільм                      | Форма води                  | Перемога  |
| Оскар          | 2018 | Найкраща режисура                    | Форма води                  | Перемога  |
| Оскар          | 2018 | Найкращий оригінальний сценарій      | Форма води                  | Номінація |
| Оскар          | 2022 | Найкращий фільм                      | Алея жаху                   | Номінація |
| Оскар          | 2023 | Найкращий анімаційний фільм          | Піноккіо Ґільєрмо дель Торо | Перемога  |
| БАФТА          | 2007 | Найкращий оригінальний сценарій      | Лабіринт Фавна              | Номінація |
| БАФТА          | 2007 | Найкращий неангломовний фільм        | Лабіринт Фавна              | Перемога  |
| БАФТА          | 2018 | Найкращий фільм                      | Форма води                  | Номінація |
| БАФТА          | 2018 | Найкраща режисура                    | Форма води                  | Перемога  |
| БАФТА          | 2018 | Найкращий оригінальний сценарій      | Форма води                  | Номінація |
| БАФТА          | 2023 | Найкращий анімаційний фільм          | Піноккіо Ґільєрмо дель Торо | Перемога  |
| Золотий глобус | 2007 | Найкращий фільм іноземною мовою      | Лабіринт Фавна              | Номінація |
| Золотий глобус | 2018 | Найкраща режисура                    | Форма води                  | Перемога  |
| Золотий глобус | 2018 | Найкращий фільм — драма              | Форма води                  | Номінація |
| Золотий глобус | 2018 | Найкращий сценарій                   | Форма води                  | Номінація |
| Золотий глобус | 2023 | Найкращий анімаційний фільм          | Піноккіо Ґільєрмо дель Торо | Перемога  |
| Золотий глобус | 2023 | Найкраща пісня до фільму             | Піноккіо Ґільєрмо дель Торо | Номінація |